# Kínai nyelv
A kínai nyelv (egyszerűsített kínai: 汉语; hagyományos kínai: 漢語; pinjin hànyǔ, magyar népszerű: han-jü, vagy 中文; pinjin zhōngwén; magyar népszerű: csung-ven) a sino-tibeti nyelvcsalád legtöbb beszélővel rendelkező tagja. Nem létezik egységes kínai nyelv, hiszen a jelenleg a Kínai Népköztársaság hivatalos állásfoglalása szerint nyelvjárásoknak tekintett nyelvváltozatok olyan jelentős eltéréseket mutatnak, amely alapján külön kínai nyelvekről is beszélhetnénk.
A kínai írás mintegy 3000 éves múltra tekint vissza, s ezzel a világ legrégebbi folyamatosan létező, máig fennmaradt és használt írása.
A kínai nyelv tipológiailag a monoszillabikus, izoláló és tonális nyelvek közé tartozik, ami azt jelenti, hogy a szavak alapvetően egy szótagból állnak (még akkor is, ha léteznek összetett, látszatra több szótagú szavak is), nem létezik benne ragozás, mindenféle nyelvtani funkciót ellátó képzést partikulákkal alkot, továbbá minden egyes szótag rendelkezik egy tónussal, azaz zenei hangsúllyal. A legelterjedtebb mandarin nyelvben négy tónus van, de a déli nyelvekben a tónusok száma 6-10 is lehet.
A kínai legelterjedtebb latin betűs átírása a pinjin (pinyin).
Jelenleg a világon legtöbb ember a kínai nyelvet beszéli anyanyelveként, mintegy 1,5 milliárdan. Hivatalos nyelvnek számít a Kínai Népköztársaságban, Tajvanon, Szingapúrban, illetve az ENSZ hivatalos nyelvei között is szerepel.
A kínaiak nyelvi elvei különböznek a nyugatiakéitól, részben a kínai írásjegyek egységesítő hatása miatt, részben Kína Európától különböző társadalmi és politikai fejlődése miatt. Míg a Római Birodalom eltűnése után Európa nemzetekre oszlott, melyek önazonosságát gyakran nyelvük adja, Kína megőrizte kulturális és politikai egységét, és a birodalomban közös írott szabványt tartott érvényben, noha a beszélt nyelvek különbözősége összehasonlítható az európaiakéval. Ennek eredményeképpen a kínaiak élesen megkülönböztetik az írott nyelvet (ven 文) ((wen 文)) és a beszélt nyelvet (jü 语) ((yu 语)). Az írott és beszélt formák egységes megkülönböztetése kevésbé szigorú a kínai nyelv esetén, mint a nyugatiak esetén. Az írásra Kínában egyetlen szabvány van mindmáig.

## Rokonsága
A kínai nyelv a sino-tibeti nyelvcsaládba tartozik, egyedül alkotja annak egyik fő ágát. Közeli nyelvrokonokkal nem rendelkezik, a legközelebbi rokonának a tibeti nyelv tekinthető, távolabbi kapcsolatban pedig a Mianmarban (Burma) beszélt nyelvekkel áll. A rokonság bizonyítását megnehezíti, hogy a kínai írás hiába rendelkezik több ezer éves emlékekkel, az írás nem hangjelölő volta miatt a genetikai kutatások kizárólag rekonstruált nyelvi anyagra támaszkodhatnak, melyek azonban minél régebbi nyelvállapotra vonatkoznak, annál spekulatívabbak. Tipológia sajátosságait tekintve egyfelől az altaji nyelvekre jellemző tulajdonságokat mutat, másfelől bizonyos délkelet-ázsiai nyelvekkel azonos vonásokat hordoz. Ennek ellenére, a közhiedelemmel ellentétben a kínai nyelv nem rokona a japán, a koreai, a thai vagy a vietnámi nyelvnek.

## Története

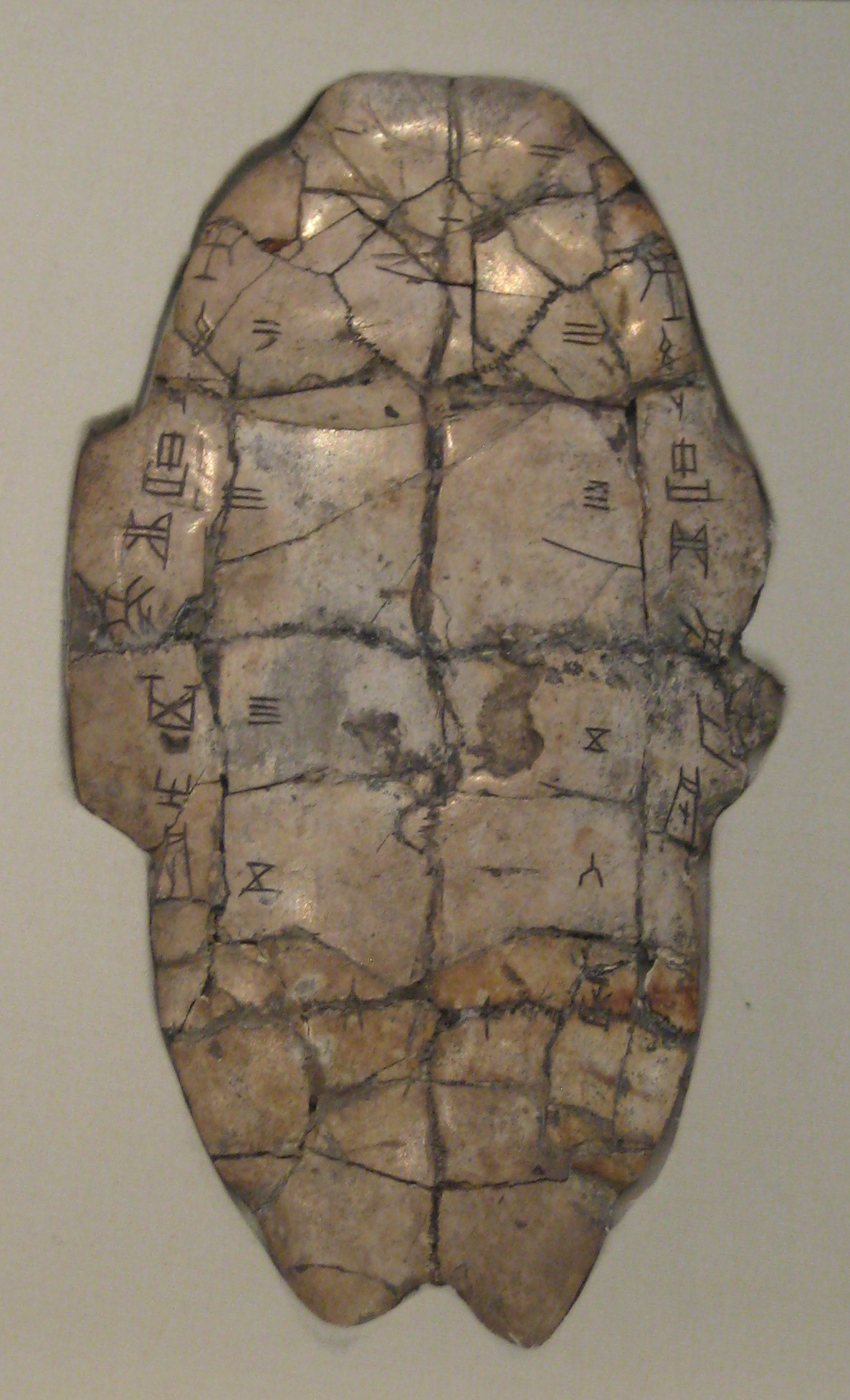
Shang-kori jóslócsont – a kínai írás első emlékei

Kelet-Ázsia egészében sok évszázadon át a kínai volt a műveltség és a civilizáció legfőbb közvetítője, és ma többen beszélik, mint bármely más nyelvet a világon. A legkorábbról ismert írásos emlékek az úgy nevezett „jóslócsontok”, melyek Anjang (Anyang)ból 安陽, a Sang (Shang)-dinasztia fővárosából kerültek elő, és kb. i. e. 1300–1500-ra datálhatók. A Csou (Zhou)-dinasztia megalapítását követő évszázadokból bronzedények királyi adományozásokról, és más hasonló eseményekről tudósító feljegyzések állnak rendelkezésünkre. A legkorábbi kínai klasszikusok – a Változások Könyvének (Ji king) ((Yi jing)) részei, az Írások Könyve (Su king (Shu jing)) és a Dalok Könyve (Si king (Shi jing)) – ugyancsak a Csou (Zhou)-dinasztia korai évszázadaiból származnak. Mindezen szövegek archaikus kínai nyelven, vagyis preklasszikus nyelven íródtak.
A valódi klasszikus periódus Konfuciusszal (i. e. 551-479) kezdődött, és a Hadakozó fejedelemségek korán át a Csin (Qin)-dinasztia által megvalósított birodalomegyesítésig és alapításig (i. e. 221) tartott. Ez volt a jelentős filozófusok, és az első elbeszélő történeti munkák kora. Jóllehet, az e korszakban íródott szövegek mindegyike klasszikus kínai nyelven íródott, mégis jelentős nyelvhasználati különbségeket találhatunk köztük. Kétségtelen, hogy ennek oka részben a földrajzi egység hiánya és az ország decentralizáltsága, ami miatt a különböző helyi nyelvjárások az adott térségekben az irodalom eszközéül szolgálhattak. Ám a történeti fejlődés sem elhanyagolható ok. A nyelvhasználati eltéréseket boncolgató, alaposabb tanulmányok még váratnak magukra, de addig is a következők megállapíthatók:
- egyes történeti munkák szövegeiben, mint például a Co csuan (Zuo zhuan) és a Kuo-jü (Guo yu) az irodalmi nyelv a Dalok könyvével azonos tulajdonságokat mutat, feltehetőleg egy közép-kínai nyelvjáráson alapuló változatát használták;
- a Lu 魯 nyelvjáráson íródott Konfuciusz Beszélgetések és mondások (Lun-jü) ((Lunyu)) és Menciusz (Meng-ce) ((Mengzi)) műve;
- a Száműzetésben (Li szao) ((Li sao)) és a Csu (Chu) elégiái (Csu ce) ((Chu ci)) korai darabjaiban a Csu (Chu) 楚 nyelvjárást használja a költő;
- a Csuang-ce (Zhuangzi)ben, a Hszün-ce (Xunzi)ben 荀子 és a Han Fej-ce (Han Feizi)ben egy 3. századi nyelvjárással találkozhatunk.

Mindezek a szövegek egy közös irodalmi nyelv kialakulásának folyamatát mutatják, de köztük jelentős különbségek fedezhetők fel.
A birodalom egyesítésétől kezdve (főként az első két dinasztia, a Csin (Qin)- és a Han-dinasztia alatt) a központosított kormányzás, és az élő (beszélt) nyelvvel szemben a klasszikus modellek utánzása felgyorsította a közös irodalmi nyelv kialakulását. Az irodalmi nyelv kialakulását jelentősen segítette a konfucianizmus győzelme is, mert ezután a konfuciánus klasszikus művek iskolai oktatása elterjedt és egységes ismeretük minden kormányzati hivatalnok számára elengedhetetlenné vált az előrelépéshez. A történetíró feljegyzéseihez (Si ki) ((Shiji)) hasonló korai szövegekben még érezhető a beszélt nyelv hatása, de az idő előrehaladtával az irodalmi kínai nyelv (ven jen) ((wen yan)) 文言 – akár Nyugat-Európában a latin – a ma beszélt élő nyelv alapjául szolgáló holt nyelvvé vált.
Az irodalmi kínai nyelv sohasem volt teljesen statikus és egységes. A különböző irodalmi mozgalmak más és más stílust használtak, akárcsak a speciális céllal létrehozott szövegek, például a hivatali dokumentumok vagy a buddhista iratok szerzői. Nem fejlődött ki szabályokat előíró nyelvtan, az emberek a korábbi modelleket utánozva tanultak meg írni, és nem pedig szabályokat követve, mint például a latin esetében. A beszélt nyelv mindig némi befolyással bírt a szépirodalomra és a költészetre, és még inkább a gyakorlatiasabb jellegű írásokra. Ennek eredménye, hogy még a klasszikus szövegek megfejtésében járatos olvasóknak is nehézségei lehetnek, amikor első ízben találkoznak későbbi anyagokkal, például a Csing (Qing)-dinasztia korából származó hivatalos dokumentumokkal.

## Korszakai

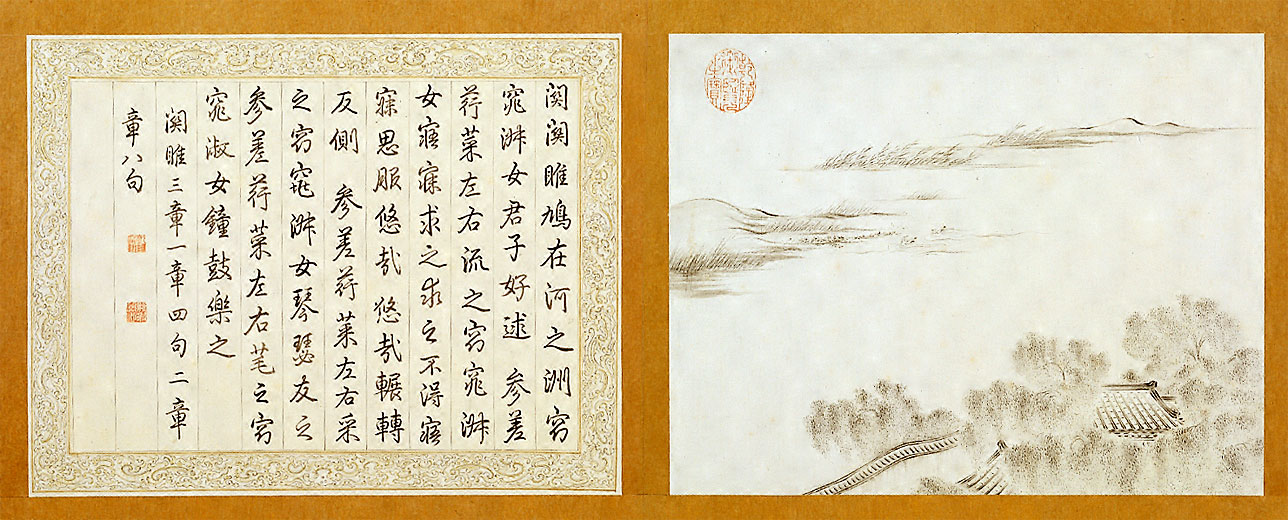
A Dalok könyvének első verse Csien-lung (Qianlong) császár kézírásában, festménnyel illusztrálva.

A kínaiban, akárcsak más nyelvekben, a beszélt nyelv az elsődleges, épp ezért kívánatos – már amennyire ez lehetséges – rekonstruálni az írásjegyek eredeti hangzását. Sajnos, mivel az írásjegyek teljes egész szótagokat reprezentálnak, és közvetlen információt nem szolgáltatnak a kiejtésükre vonatkozóan, ami maga is jelentősen változott az évszázadok alatt, a rekonstrukció csak számos nehézség leküzdésével lehetséges. A legszélesebb körben használt rekonstrukció Bernhard Karlgren (1889–1978) rendszere, amelyet a Grammata Serica Recensaban (1957) publikált, és melyben két rekonstrukcióval szolgál. Az egyiket ókínainak (Ancient Chinese) nevezi, és a Csie-jün (Qieyun) 切韻 című rímszótáron alapul, amelyet i. sz. 602-ben állítottak össze, a másikat archaikus kínainak (Archaic Chinese) nevezi, és rekonstrukcióját a Dalok könyve rímeinek elemzésével készítette el, amely az i. e. 600 körül lezárult időszak hangrendszeréről szolgál információval.
Karlgren ókínaiját (Ancient Chinese) felváltó korai közép-kínai (Early Middle Chinese) és a kései közép-kínai (Late Middle Chinese) Csie-jün (Qieyun) alapján felállított rekonstrukciója Edwin G. Pulleyblank (1922–2013) Lexicon of Reconstructed Pronunciation in Early Middle Chinese, Late Middle Chinese and Early Mandarin című művében (1991) található a Jüan (Yuan)-korszak korai mandarin nyelvének (Early Mandarin) rekonstrukciója mellett.
A korai közép-kínainál korábbi korszakok rekonstruálása sokkal nehezebb, mert a rendelkezésünkre álló források meglehetősen töredékesek. Amíg a Dalok könyvének Csing (Qing) kori tudósok által kimunkált rímszerkezetei, és a Dalok könyve és a Csie-jün (Qieyun) közé eső különböző költőinek rímei bizonyítékul szolgálnak a rímek utolsó hangjainak fejlődését illetően, a nem-rímelő részekkel, a kezdő mássalhangzókkal vagy mássalhangzó csoportokkal kapcsolatban nincsenek bizonyítékaink.

## Nyelvjárások
A kínai nyelv korántsem egységes, összesen hét nagyobb nyelvjárást (fang-jen (fangyan) 方言) különböztetnek meg egymástól. Ezen nyelvjárásoknak, dialektusoknak a nyelvészeti besorolásáról máig viták zajlanak, hiszen inkább önálló nyelvekről beszélhetünk, semmint nyelvjárásokról. A Kínai Népköztársaság lakosságának mintegy 70%-a az északi nyelvjárást (más néven: mandarin) beszéli és az ország hivatalos nyelve, a pu-tung-hua (putonghua) (hagyományos kínai: 普通話, egyszerűsített kínai: 普通话) is ezen alapszik. Éppen ezért, az északi köznyelvet ismerőket, az egész országban (és Tajvanon is) megértik, míg a többi nyelvjárás esetében a kölcsönös érthetőség nem mondható el. A han nemzetiségű kínaiak maradék 30%-a pedig a hat déli nyelvjárás valamelyikét beszéli anyanyelveként. A nyelvjárások mindegyike további alnyelvjárásokkal, vagy nyelvjárás-variánsokkal (ti-fang-hua (difanghua) 地方话 / 地方話) rendelkezik, melyek az adott nyelvjárásnak különböző, de egymás számára még az érthetőség határán belül lévő változatai.
- Mandarin kínai (kuan-hua (guanhua) 官话/官話), vagy északi nyelv (pej-fang-hua (beifanghua) 北方話/北方话)), kb. 836 millió beszélő (71,5%). Egész Kínában elterjedt, ezen alapul a hivatalos köznyelv, a nyelvjárási területeken is kötelező az ismerete.
- vu (vu-jü (wuyu) 吴语/吳語), kb. 77 millió beszélő (8,5%). Zömében Csiangszu és Csöcsiang tartományban, illetve Sanghajban. A Wu nyelvjárás magába foglalja a sanghaji nyelvet (vagy nyelvjárást) is.
- Jüe vagy kantoni nyelv (jüe (yue) 粤语/粵語), kb. 71 millió beszélő (5%). Főként Kuangtung, Kuanghszi-Csuang Autonóm Terület tartományban, Hongkongban, Makaón beszélik. Ezenkívül szerte a világon nagyrészt ez a nyelve a kínai migráns közösségeknek is.
- Min (min-jü (minyu) 闽语/閩語), kb. 60 millió beszélő (4,1%). Fucsien tartományban és Tajvanon beszélik, de ez terjedt el Délkelet-Ázsia egyes részein is, Malajziában, a Fülöp-szigeteken és Szingapúrban.
- Hsziang (hsziang-jü (xiangyu) 湘语/湘語), kb. 36 millió beszélő (3,8%). Hunanban és környékén beszélik. A hsziang (xiang) nyelvjárásnak általában két fajtáját különböztetik meg: a „régi” és az „új” típusát.
- Hakka (ko-csia (kejia) 客家话/客家話), kb. 34 millió beszélő (3,7%), amely a Dél-Kínában és Tajvanon szétszórva élő hakka nép nyelve.
- Kan (kan (gan) 赣语/贛語), kb. 31 millió beszélő (2,4%). Csianghszi tartományban elterjedt nyelvjárás.
- A kínai nyelvek/nyelvjárások történeti kialakulása:

- A kínai nyelvjárások:

| Kínai    | \| \| Jin \| \| \| \| \| Mandarin \| \\| \\| Standard mandarin \\| \\| \\| \\| \\| \\| Északkeleti mandarin \\| \\| \\| \\| \\| \\| Délnyugati mandarin \\| \\| \\| \\| \\| \\| Jiaoliao mandarin \\| \\| \\| \\| \\| \\| Zhongyuan mandarin \\| \\| \\| \\| \\| \\| Jilu mandarin \\| \\| \\| \\| \\| \\| Jianghuai mandarin \\| \\| \\| \\| \\| \\| Lanyin mandarin \\| \\| \\| \\| \\| \\| Dungan \\| \\| \\| \\| \| \| \| \\| \\| Standard mandarin \\| \\| \\| \\| \\| \\| Északkeleti mandarin \\| \\| \\| \\| \\| \\| Délnyugati mandarin \\| \\| \\| \\| \\| \\| Jiaoliao mandarin \\| \\| \\| \\| \\| \\| Zhongyuan mandarin \\| \\| \\| \\| \\| \\| Jilu mandarin \\| \\| \\| \\| \\| \\| Jianghuai mandarin \\| \\| \\| \\| \\| \\| Lanyin mandarin \\| \\| \\| \\| \\| \\| Dungan \\| \\| \\| \\| \| \| \| Standard mandarin \| \| \| \| \| \| Északkeleti mandarin \| \| \| \| \| \| Délnyugati mandarin \| \| \| \| \| \| Jiaoliao mandarin \| \| \| \| \| \| Zhongyuan mandarin \| \| \| \| \| \| Jilu mandarin \| \| \| \| \| \| Jianghuai mandarin \| \| \| \| \| \| Lanyin mandarin \| \| \| \| \| \| Dungan \| \| \| \| \| \| Standard mandarin \| \| \| \| \| \| Északkeleti mandarin \| \| \| \| \| \| Délnyugati mandarin \| \| \| \| \| \| Jiaoliao mandarin \| \| \| \| \| \| Zhongyuan mandarin \| \| \| \| \| \| Jilu mandarin \| \| \| \| \| \| Jianghuai mandarin \| \| \| \| \| \| Lanyin mandarin \| \| \| \| \| \| Dungan \| \| \| \| \| \| Wenzhou-i \| \| \| \| \| \| Oujiang \| \| \| \| \| \| \\| \\| Taihu \\| \\| \\| \\| \\| \\| Taizhou \\| \\| \\| \\| \\| \\| Wuzhou \\| \\| \\| \\| \\| \\| Chuqu \\| \\| \\| \\| \\| \\| Xuanzhou \\| \\| \\| \\| \| \| \| \| \| \| Taihu \| \| \| \| \| \| Taizhou \| \| \| \| \| \| Wuzhou \| \| \| \| \| \| Chuqu \| \| \| \| \| \| Xuanzhou \| \| \| \| \| \| Taihu \| \| \| \| \| \| Taizhou \| \| \| \| \| \| Wuzhou \| \| \| \| \| \| Chuqu \| \| \| \| \| \| Xuanzhou \| \| \| \| \| \| Wenzhou-i \| \| \| \| \| \| Oujiang \| \| \| \| \| \| \\| \\| Taihu \\| \\| \\| \\| \\| \\| Taizhou \\| \\| \\| \\| \\| \\| Wuzhou \\| \\| \\| \\| \\| \\| Chuqu \\| \\| \\| \\| \\| \\| Xuanzhou \\| \\| \\| \\| \| \| \| \| \| \| Taihu \| \| \| \| \| \| Taizhou \| \| \| \| \| \| Wuzhou \| \| \| \| \| \| Chuqu \| \| \| \| \| \| Xuanzhou \| \| \| \| \| \| Taihu \| \| \| \| \| \| Taizhou \| \| \| \| \| \| Wuzhou \| \| \| \| \| \| Chuqu \| \| \| \| \| \| Xuanzhou \| \| \| \| \| \| Új xiang \| \| \| \| \| \| Régi xiang \| \| \| \| \| \| Gan \| \| \| \| \| \| Hakka \| \| \| \| \| \| Min Bei \| \| \| \| \| \| Shaojiang \| \| \| \| \| \| Hokkien \| \| \| \| \| \| Teochew \| \| \| \| \| \| Leizhou \| \| \| \| \| \| Hainani \| \| \| \| \| \| Hokkien \| \| \| \| \| \| Teochew \| \| \| \| \| \| Leizhou \| \| \| \| \| \| Hainani \| \| \| \| \| \| Min Bei \| \| \| \| \| \| Shaojiang \| \| \| \| \| \| Hokkien \| \| \| \| \| \| Teochew \| \| \| \| \| \| Leizhou \| \| \| \| \| \| Hainani \| \| \| \| \| \| Hokkien \| \| \| \| \| \| Teochew \| \| \| \| \| \| Leizhou \| \| \| \| \| \| Hainani \| \| \| \| \| Yuehai \| \\| \\| kantoni nyelv \\| \\| \\| \\| \\| \\| Tanka \\| \\| \\| \\| \\| \\| Sanyi \\| \\| \\| \\| \\| \\| Zhongshan \\| \\| \\| \\| \| \| \| \\| \\| kantoni nyelv \\| \\| \\| \\| \\| \\| Tanka \\| \\| \\| \\| \\| \\| Sanyi \\| \\| \\| \\| \\| \\| Zhongshan \\| \\| \\| \\| \| \| \| Taishan-i \| \| \| \| \| \| Luoguang \| \| \| \| \| \| Guinan \| \| \| \| \| \| Gaoyang \| \| \| \| \| \| kantoni nyelv \| \| \| \| \| \| Tanka \| \| \| \| \| \| Sanyi \| \| \| \| \| \| Zhongshan \| \| \| \| \| \| kantoni nyelv \| \| \| \| \| \| Tanka \| \| \| \| \| \| Sanyi \| \| \| \| \| \| Zhongshan \| \| \| \| \| Yuehai \| \\| \\| kantoni nyelv \\| \\| \\| \\| \\| \\| Tanka \\| \\| \\| \\| \\| \\| Sanyi \\| \\| \\| \\| \\| \\| Zhongshan \\| \\| \\| \\| \| \| \| \\| \\| kantoni nyelv \\| \\| \\| \\| \\| \\| Tanka \\| \\| \\| \\| \\| \\| Sanyi \\| \\| \\| \\| \\| \\| Zhongshan \\| \\| \\| \\| \| \| \| Taishan-i \| \| \| \| \| \| Luoguang \| \| \| \| \| \| Guinan \| \| \| \| \| \| Gaoyang \| \| \| \| \| \| kantoni nyelv \| \| \| \| \| \| Tanka \| \| \| \| \| \| Sanyi \| \| \| \| \| \| Zhongshan \| \| \| \| \| \| kantoni nyelv \| \| \| \| \| \| Tanka \| \| \| \| \| \| Sanyi \| \| \| \| \| \| Zhongshan \| \| \| \| |
|          | \| \| Jin \| \| \| \| \| Mandarin \| \\| \\| Standard mandarin \\| \\| \\| \\| \\| \\| Északkeleti mandarin \\| \\| \\| \\| \\| \\| Délnyugati mandarin \\| \\| \\| \\| \\| \\| Jiaoliao mandarin \\| \\| \\| \\| \\| \\| Zhongyuan mandarin \\| \\| \\| \\| \\| \\| Jilu mandarin \\| \\| \\| \\| \\| \\| Jianghuai mandarin \\| \\| \\| \\| \\| \\| Lanyin mandarin \\| \\| \\| \\| \\| \\| Dungan \\| \\| \\| \\| \| \| \| \\| \\| Standard mandarin \\| \\| \\| \\| \\| \\| Északkeleti mandarin \\| \\| \\| \\| \\| \\| Délnyugati mandarin \\| \\| \\| \\| \\| \\| Jiaoliao mandarin \\| \\| \\| \\| \\| \\| Zhongyuan mandarin \\| \\| \\| \\| \\| \\| Jilu mandarin \\| \\| \\| \\| \\| \\| Jianghuai mandarin \\| \\| \\| \\| \\| \\| Lanyin mandarin \\| \\| \\| \\| \\| \\| Dungan \\| \\| \\| \\| \| \| \| Standard mandarin \| \| \| \| \| \| Északkeleti mandarin \| \| \| \| \| \| Délnyugati mandarin \| \| \| \| \| \| Jiaoliao mandarin \| \| \| \| \| \| Zhongyuan mandarin \| \| \| \| \| \| Jilu mandarin \| \| \| \| \| \| Jianghuai mandarin \| \| \| \| \| \| Lanyin mandarin \| \| \| \| \| \| Dungan \| \| \| \| \| \| Standard mandarin \| \| \| \| \| \| Északkeleti mandarin \| \| \| \| \| \| Délnyugati mandarin \| \| \| \| \| \| Jiaoliao mandarin \| \| \| \| \| \| Zhongyuan mandarin \| \| \| \| \| \| Jilu mandarin \| \| \| \| \| \| Jianghuai mandarin \| \| \| \| \| \| Lanyin mandarin \| \| \| \| \| \| Dungan \| \| \| \| \| \| Wenzhou-i \| \| \| \| \| \| Oujiang \| \| \| \| \| \| \\| \\| Taihu \\| \\| \\| \\| \\| \\| Taizhou \\| \\| \\| \\| \\| \\| Wuzhou \\| \\| \\| \\| \\| \\| Chuqu \\| \\| \\| \\| \\| \\| Xuanzhou \\| \\| \\| \\| \| \| \| \| \| \| Taihu \| \| \| \| \| \| Taizhou \| \| \| \| \| \| Wuzhou \| \| \| \| \| \| Chuqu \| \| \| \| \| \| Xuanzhou \| \| \| \| \| \| Taihu \| \| \| \| \| \| Taizhou \| \| \| \| \| \| Wuzhou \| \| \| \| \| \| Chuqu \| \| \| \| \| \| Xuanzhou \| \| \| \| \| \| Wenzhou-i \| \| \| \| \| \| Oujiang \| \| \| \| \| \| \\| \\| Taihu \\| \\| \\| \\| \\| \\| Taizhou \\| \\| \\| \\| \\| \\| Wuzhou \\| \\| \\| \\| \\| \\| Chuqu \\| \\| \\| \\| \\| \\| Xuanzhou \\| \\| \\| \\| \| \| \| \| \| \| Taihu \| \| \| \| \| \| Taizhou \| \| \| \| \| \| Wuzhou \| \| \| \| \| \| Chuqu \| \| \| \| \| \| Xuanzhou \| \| \| \| \| \| Taihu \| \| \| \| \| \| Taizhou \| \| \| \| \| \| Wuzhou \| \| \| \| \| \| Chuqu \| \| \| \| \| \| Xuanzhou \| \| \| \| \| \| Új xiang \| \| \| \| \| \| Régi xiang \| \| \| \| \| \| Gan \| \| \| \| \| \| Hakka \| \| \| \| \| \| Min Bei \| \| \| \| \| \| Shaojiang \| \| \| \| \| \| Hokkien \| \| \| \| \| \| Teochew \| \| \| \| \| \| Leizhou \| \| \| \| \| \| Hainani \| \| \| \| \| \| Hokkien \| \| \| \| \| \| Teochew \| \| \| \| \| \| Leizhou \| \| \| \| \| \| Hainani \| \| \| \| \| \| Min Bei \| \| \| \| \| \| Shaojiang \| \| \| \| \| \| Hokkien \| \| \| \| \| \| Teochew \| \| \| \| \| \| Leizhou \| \| \| \| \| \| Hainani \| \| \| \| \| \| Hokkien \| \| \| \| \| \| Teochew \| \| \| \| \| \| Leizhou \| \| \| \| \| \| Hainani \| \| \| \| \| Yuehai \| \\| \\| kantoni nyelv \\| \\| \\| \\| \\| \\| Tanka \\| \\| \\| \\| \\| \\| Sanyi \\| \\| \\| \\| \\| \\| Zhongshan \\| \\| \\| \\| \| \| \| \\| \\| kantoni nyelv \\| \\| \\| \\| \\| \\| Tanka \\| \\| \\| \\| \\| \\| Sanyi \\| \\| \\| \\| \\| \\| Zhongshan \\| \\| \\| \\| \| \| \| Taishan-i \| \| \| \| \| \| Luoguang \| \| \| \| \| \| Guinan \| \| \| \| \| \| Gaoyang \| \| \| \| \| \| kantoni nyelv \| \| \| \| \| \| Tanka \| \| \| \| \| \| Sanyi \| \| \| \| \| \| Zhongshan \| \| \| \| \| \| kantoni nyelv \| \| \| \| \| \| Tanka \| \| \| \| \| \| Sanyi \| \| \| \| \| \| Zhongshan \| \| \| \| \| Yuehai \| \\| \\| kantoni nyelv \\| \\| \\| \\| \\| \\| Tanka \\| \\| \\| \\| \\| \\| Sanyi \\| \\| \\| \\| \\| \\| Zhongshan \\| \\| \\| \\| \| \| \| \\| \\| kantoni nyelv \\| \\| \\| \\| \\| \\| Tanka \\| \\| \\| \\| \\| \\| Sanyi \\| \\| \\| \\| \\| \\| Zhongshan \\| \\| \\| \\| \| \| \| Taishan-i \| \| \| \| \| \| Luoguang \| \| \| \| \| \| Guinan \| \| \| \| \| \| Gaoyang \| \| \| \| \| \| kantoni nyelv \| \| \| \| \| \| Tanka \| \| \| \| \| \| Sanyi \| \| \| \| \| \| Zhongshan \| \| \| \| \| \| kantoni nyelv \| \| \| \| \| \| Tanka \| \| \| \| \| \| Sanyi \| \| \| \| \| \| Zhongshan \| \| \| \| |
| Guan     | \| \| Jin \| \| \| \| \| Mandarin \| \\| \\| Standard mandarin \\| \\| \\| \\| \\| \\| Északkeleti mandarin \\| \\| \\| \\| \\| \\| Délnyugati mandarin \\| \\| \\| \\| \\| \\| Jiaoliao mandarin \\| \\| \\| \\| \\| \\| Zhongyuan mandarin \\| \\| \\| \\| \\| \\| Jilu mandarin \\| \\| \\| \\| \\| \\| Jianghuai mandarin \\| \\| \\| \\| \\| \\| Lanyin mandarin \\| \\| \\| \\| \\| \\| Dungan \\| \\| \\| \\| \| \| \| \\| \\| Standard mandarin \\| \\| \\| \\| \\| \\| Északkeleti mandarin \\| \\| \\| \\| \\| \\| Délnyugati mandarin \\| \\| \\| \\| \\| \\| Jiaoliao mandarin \\| \\| \\| \\| \\| \\| Zhongyuan mandarin \\| \\| \\| \\| \\| \\| Jilu mandarin \\| \\| \\| \\| \\| \\| Jianghuai mandarin \\| \\| \\| \\| \\| \\| Lanyin mandarin \\| \\| \\| \\| \\| \\| Dungan \\| \\| \\| \\| \| \| \| Standard mandarin \| \| \| \| \| \| Északkeleti mandarin \| \| \| \| \| \| Délnyugati mandarin \| \| \| \| \| \| Jiaoliao mandarin \| \| \| \| \| \| Zhongyuan mandarin \| \| \| \| \| \| Jilu mandarin \| \| \| \| \| \| Jianghuai mandarin \| \| \| \| \| \| Lanyin mandarin \| \| \| \| \| \| Dungan \| \| \| \| |
|          | \| \| Jin \| \| \| \| \| Mandarin \| \\| \\| Standard mandarin \\| \\| \\| \\| \\| \\| Északkeleti mandarin \\| \\| \\| \\| \\| \\| Délnyugati mandarin \\| \\| \\| \\| \\| \\| Jiaoliao mandarin \\| \\| \\| \\| \\| \\| Zhongyuan mandarin \\| \\| \\| \\| \\| \\| Jilu mandarin \\| \\| \\| \\| \\| \\| Jianghuai mandarin \\| \\| \\| \\| \\| \\| Lanyin mandarin \\| \\| \\| \\| \\| \\| Dungan \\| \\| \\| \\| \| \| \| \\| \\| Standard mandarin \\| \\| \\| \\| \\| \\| Északkeleti mandarin \\| \\| \\| \\| \\| \\| Délnyugati mandarin \\| \\| \\| \\| \\| \\| Jiaoliao mandarin \\| \\| \\| \\| \\| \\| Zhongyuan mandarin \\| \\| \\| \\| \\| \\| Jilu mandarin \\| \\| \\| \\| \\| \\| Jianghuai mandarin \\| \\| \\| \\| \\| \\| Lanyin mandarin \\| \\| \\| \\| \\| \\| Dungan \\| \\| \\| \\| \| \| \| Standard mandarin \| \| \| \| \| \| Északkeleti mandarin \| \| \| \| \| \| Délnyugati mandarin \| \| \| \| \| \| Jiaoliao mandarin \| \| \| \| \| \| Zhongyuan mandarin \| \| \| \| \| \| Jilu mandarin \| \| \| \| \| \| Jianghuai mandarin \| \| \| \| \| \| Lanyin mandarin \| \| \| \| \| \| Dungan \| \| \| \| |
|          | \| \| Wenzhou-i \| \| \| \| \| \| Oujiang \| \| \| \| \| \| \\| \\| Taihu \\| \\| \\| \\| \\| \\| Taizhou \\| \\| \\| \\| \\| \\| Wuzhou \\| \\| \\| \\| \\| \\| Chuqu \\| \\| \\| \\| \\| \\| Xuanzhou \\| \\| \\| \\| \| \| \| \| \| \| Taihu \| \| \| \| \| \| Taizhou \| \| \| \| \| \| Wuzhou \| \| \| \| \| \| Chuqu \| \| \| \| \| \| Xuanzhou \| \| \| \| \| \| Taihu \| \| \| \| \| \| Taizhou \| \| \| \| \| \| Wuzhou \| \| \| \| \| \| Chuqu \| \| \| \| \| \| Xuanzhou \| \| \| \| |
|          | |
| Xiang    | \| \| Új xiang \| \| \| \| \| \| Régi xiang \| \| \| \| |
|          | \| \| Új xiang \| \| \| \| \| \| Régi xiang \| \| \| \| |
|          | \| \| Gan \| \| \| \| \| \| Hakka \| \| \| \| |
|          | |
| Min      | \| \| Min Bei \| \| \| \| \| \| Shaojiang \| \| \| \| \| \| Hokkien \| \| \| \| \| \| Teochew \| \| \| \| \| \| Leizhou \| \| \| \| \| \| Hainani \| \| \| \| \| \| Hokkien \| \| \| \| \| \| Teochew \| \| \| \| \| \| Leizhou \| \| \| \| \| \| Hainani \| \| \| \| |
|          | \| \| Min Bei \| \| \| \| \| \| Shaojiang \| \| \| \| \| \| Hokkien \| \| \| \| \| \| Teochew \| \| \| \| \| \| Leizhou \| \| \| \| \| \| Hainani \| \| \| \| \| \| Hokkien \| \| \| \| \| \| Teochew \| \| \| \| \| \| Leizhou \| \| \| \| \| \| Hainani \| \| \| \| |
|          | \| Yuehai \| \\| \\| kantoni nyelv \\| \\| \\| \\| \\| \\| Tanka \\| \\| \\| \\| \\| \\| Sanyi \\| \\| \\| \\| \\| \\| Zhongshan \\| \\| \\| \\| \| \| \| \\| \\| kantoni nyelv \\| \\| \\| \\| \\| \\| Tanka \\| \\| \\| \\| \\| \\| Sanyi \\| \\| \\| \\| \\| \\| Zhongshan \\| \\| \\| \\| \| \| \| Taishan-i \| \| \| \| \| \| Luoguang \| \| \| \| \| \| Guinan \| \| \| \| \| \| Gaoyang \| \| \| \| \| \| kantoni nyelv \| \| \| \| \| \| Tanka \| \| \| \| \| \| Sanyi \| \| \| \| \| \| Zhongshan \| \| \| \| \| \| kantoni nyelv \| \| \| \| \| \| Tanka \| \| \| \| \| \| Sanyi \| \| \| \| \| \| Zhongshan \| \| \| \| |
|          | |
|          | Jin |
|          | |
| Mandarin | \| \| Standard mandarin \| \| \| \| \| \| Északkeleti mandarin \| \| \| \| \| \| Délnyugati mandarin \| \| \| \| \| \| Jiaoliao mandarin \| \| \| \| \| \| Zhongyuan mandarin \| \| \| \| \| \| Jilu mandarin \| \| \| \| \| \| Jianghuai mandarin \| \| \| \| \| \| Lanyin mandarin \| \| \| \| \| \| Dungan \| \| \| \| |
|          | \| \| Standard mandarin \| \| \| \| \| \| Északkeleti mandarin \| \| \| \| \| \| Délnyugati mandarin \| \| \| \| \| \| Jiaoliao mandarin \| \| \| \| \| \| Zhongyuan mandarin \| \| \| \| \| \| Jilu mandarin \| \| \| \| \| \| Jianghuai mandarin \| \| \| \| \| \| Lanyin mandarin \| \| \| \| \| \| Dungan \| \| \| \| |
|          | Standard mandarin |
|          | |
|          | Északkeleti mandarin |
|          | |
|          | Délnyugati mandarin |
|          | |
|          | Jiaoliao mandarin |
|          | |
|          | Zhongyuan mandarin |
|          | |
|          | Jilu mandarin |
|          | |
|          | Jianghuai mandarin |
|          | |
|          | Lanyin mandarin |
|          | |
|          | Dungan |
|          | |
| ?        | Huizhou |
|          | Huizhou |
| Wu       | \| \| Wenzhou-i \| \| \| \| \| \| Oujiang \| \| \| \| \| \| \\| \\| Taihu \\| \\| \\| \\| \\| \\| Taizhou \\| \\| \\| \\| \\| \\| Wuzhou \\| \\| \\| \\| \\| \\| Chuqu \\| \\| \\| \\| \\| \\| Xuanzhou \\| \\| \\| \\| \| \| \| \| \| \| Taihu \| \| \| \| \| \| Taizhou \| \| \| \| \| \| Wuzhou \| \| \| \| \| \| Chuqu \| \| \| \| \| \| Xuanzhou \| \| \| \| |
|          | \| \| Wenzhou-i \| \| \| \| \| \| Oujiang \| \| \| \| \| \| \\| \\| Taihu \\| \\| \\| \\| \\| \\| Taizhou \\| \\| \\| \\| \\| \\| Wuzhou \\| \\| \\| \\| \\| \\| Chuqu \\| \\| \\| \\| \\| \\| Xuanzhou \\| \\| \\| \\| \| \| \| \| \| \| Taihu \| \| \| \| \| \| Taizhou \| \| \| \| \| \| Wuzhou \| \| \| \| \| \| Chuqu \| \| \| \| \| \| Xuanzhou \| \| \| \| |
|          | Wenzhou-i |
|          | |
|          | Oujiang |
|          | |
|          | \| \| Taihu \| \| \| \| \| \| Taizhou \| \| \| \| \| \| Wuzhou \| \| \| \| \| \| Chuqu \| \| \| \| \| \| Xuanzhou \| \| \| \| |
|          | |
|          | Taihu |
|          | |
|          | Taizhou |
|          | |
|          | Wuzhou |
|          | |
|          | Chuqu |
|          | |
|          | Xuanzhou |
|          | |
|          | Új xiang |
|          | |
|          | Régi xiang |
|          | |
|          | Gan |
|          | |
|          | Hakka |
|          | |
| Min Bei  | \| \| Min Bei \| \| \| \| \| \| Shaojiang \| \| \| \| |
|          | \| \| Min Bei \| \| \| \| \| \| Shaojiang \| \| \| \| |
|          | Min Dong |
|          | |
|          | Min Zhong |
|          | |
|          | Puxian |
|          | |
| Min Nan  | \| \| Hokkien \| \| \| \| \| \| Teochew \| \| \| \| \| \| Leizhou \| \| \| \| \| \| Hainani \| \| \| \| |
|          | \| \| Hokkien \| \| \| \| \| \| Teochew \| \| \| \| \| \| Leizhou \| \| \| \| \| \| Hainani \| \| \| \| |
|          | Min Bei |
|          | |
|          | Shaojiang |
|          | |
|          | \| \| Hokkien \| \| \| \| \| \| Teochew \| \| \| \| |
|          | |
| Qiongwen | \| \| Leizhou \| \| \| \| \| \| Hainani \| \| \| \| |
|          | \| \| Leizhou \| \| \| \| \| \| Hainani \| \| \| \| |
|          | Hokkien |
|          | |
|          | Teochew |
|          | |
|          | Leizhou |
|          | |
|          | Hainani |
|          | |
|          | Pinghua |
|          | |
| Yue      | \| Yuehai \| \\| \\| kantoni nyelv \\| \\| \\| \\| \\| \\| Tanka \\| \\| \\| \\| \\| \\| Sanyi \\| \\| \\| \\| \\| \\| Zhongshan \\| \\| \\| \\| \| \| \| \\| \\| kantoni nyelv \\| \\| \\| \\| \\| \\| Tanka \\| \\| \\| \\| \\| \\| Sanyi \\| \\| \\| \\| \\| \\| Zhongshan \\| \\| \\| \\| \| \| \| Taishan-i \| \| \| \| \| \| Luoguang \| \| \| \| \| \| Guinan \| \| \| \| \| \| Gaoyang \| \| \| \| \| \| kantoni nyelv \| \| \| \| \| \| Tanka \| \| \| \| \| \| Sanyi \| \| \| \| \| \| Zhongshan \| \| \| \| |
|          | \| Yuehai \| \\| \\| kantoni nyelv \\| \\| \\| \\| \\| \\| Tanka \\| \\| \\| \\| \\| \\| Sanyi \\| \\| \\| \\| \\| \\| Zhongshan \\| \\| \\| \\| \| \| \| \\| \\| kantoni nyelv \\| \\| \\| \\| \\| \\| Tanka \\| \\| \\| \\| \\| \\| Sanyi \\| \\| \\| \\| \\| \\| Zhongshan \\| \\| \\| \\| \| \| \| Taishan-i \| \| \| \| \| \| Luoguang \| \| \| \| \| \| Guinan \| \| \| \| \| \| Gaoyang \| \| \| \| \| \| kantoni nyelv \| \| \| \| \| \| Tanka \| \| \| \| \| \| Sanyi \| \| \| \| \| \| Zhongshan \| \| \| \| |
| Yuehai   | \| \| kantoni nyelv \| \| \| \| \| \| Tanka \| \| \| \| \| \| Sanyi \| \| \| \| \| \| Zhongshan \| \| \| \| |
|          | \| \| kantoni nyelv \| \| \| \| \| \| Tanka \| \| \| \| \| \| Sanyi \| \| \| \| \| \| Zhongshan \| \| \| \| |
|          | Taishan-i |
|          | |
|          | Luoguang |
|          | |
|          | Guinan |
|          | |
|          | Gaoyang |
|          | |
|          | kantoni nyelv |
|          | |
|          | Tanka |
|          | |
|          | Sanyi |
|          | |
|          | Zhongshan |
|          | |

## Köznyelv
Kína számára mindig is gondot jelentett a kínai nyelv ilyen szerteágazó változatossága. A népnyelvet ugyan nem, de a közigazgatáshoz nélkülözhetetlen, a hivatalnokok által használt hivatalos nyelvet sikerült egységesíteni. A kínai császárság hivatalnokai mindig a mindenkori főváros nyelvén alapuló hivatalos nyelvet használták. S merthogy Kína fővárosa az elmúlt hétszáz évben csaknem mindig Peking volt, a „hivatalnoknyelv" (kuan-hua (guanhua) 官話 / 官话), vagyis a „mandarin nyelv", lényegében megfelelt az északi nyelvjáráshoz tartozó pekingi alnyelvjárásnak. (Olykor az északi nyelvjárások összességét is „mandarinként" szokták emlegetni.)
A császárság bukását követően, 1919-ben új nyelvegyesítő mozgalom vette kezdetét. Kidolgozták a „nemzeti nyelvnek" (kuo-jü (guoyu) 國語 / 国语) nevezett mesterséges nyelvet, amely javarészt a hivatalnoknyelven alapult ugyan, de azt megtisztították minden tájnyelvinek tartott elemtől. A történelmi körülmények miatt azonban ez a „nemzeti nyelv" nem terjedt el széles körben, de Tajvanon ma is ezt tekintik az ország hivatalos nyelvének. Az 1949-es kommunista hatalomátvétel után ismét napi rendre tűzték a nyelvegységesítés kérdését, és kidolgozták a kuo-jü (guoyu)höz igen közel álló pu-tung-hua (putonghua)t, amely azóta is a Kínai Népköztársaság hivatalos nyelve.
Tehát a pu-tung-hua (putonghua), csakúgy mint a „hivatalnok nyelv" és a „nemzeti nyelv", az északi nyelvjáráson, leginkább annak pekingi változatán alapul. Jól lehet számos, az északi nyelvjárásokban meglévő jellegzetesség megtalálható benne, valójában ezt is tekinthetjük egyfajta mesterséges nyelvnek, mivel a tiszta köznyelvet a televízió-, rádióbemondókon valamint kínai nyelvtanárokon kívül kevesen beszélik. Ám, mivel az ideális pu-tung-hua (putonghua) és az Észak-Kínában beszélt kínai nyelv között nem számottevő az eltérés, aki jól beszéli a pu-tung-hua (putonghua)t, annak nem lehetnek komolyabb nyelvi problémái, amennyiben az északi kínai nyelvjárás valamelyik alnyelvjárását beszélő kínaival kell kommunikálnia. A han népesség mintegy 70%-ának az észak-kínai nyelvjárás az anyanyelve, vagyis a kínaiak többsége különösebb tanulás nélkül is megérti a pu-tung-hua (putonghua)t, s a pu-tung-hua (putonghua)t jól ismerő ember is jól megérti őket. Mindemellett a köznyelv oktatása az egész országban kötelező, a tévében és a rádióban is leginkább ezt használják, így a délkelet-kínaiak többsége is – mintegy második nyelvként – beszéli a pu-tung-hua (putonghua)t. A kínaiul tanuló külföldiek túlnyomó többségének a pu-tung-hua (putonghua)t tanítják, hiszen, aki ezt beszéli és érti, az mind a Kínai Népköztársaságban, mind pedig Tajvanon meg tudja értetni magát.

## Nyelvtani jellegzetességei

### Egyszótagúság
A kínai nyelv monoszillabikus, vagyis egyszótagú. Ez azt jelenti, hogy a nyelv legkisebb jelentéssel bíró nyelvi egységei (azaz morfémái) a szótagok. Vagyis a kínai nyelv alapvetően szótagokból áll, amely szótagok már önmagukban is jelentenek valamit. Elvenni belőlük, változtatni rajtuk nem lehet, hiszen a szótagok fix, adott egységek. A kínai nyelv ezen tulajdonságát már évszázadokkal ezelőtt a hagyományos kínai filológus nyelvészet is felismerte. Így a kínai nyelv fonológiája is szótagközpontú. Ezt a szótagközpontúságot erősíti az írásrendszer hatása is, amely hangtani szempontból szótagírásnak tekinthető. A kínai nyelv szótagszerkezete olyannyira kötött, hogy a jövevényszavak és az idegen nevek hangzást követő átvétele is szigorúan ahhoz alkalmazkodik, vagyis ezekben sem fordul elő soha olyan szótag, amely már ne létezne a kínai nyelvben. Például:
Brad Pitt – Pu-la-tö Pi-tö (Bulate Pite) 布拉德·皮特
Barack Obama – Pej-la-ko O-pa-ma (Beilake Oubama) 贝拉克·奥巴马
Orbán Viktor – O-er-pan Vej-ko-to (Ouerban Weiketuo) 欧尔班·维克托 vagy Ao-pan Vej-ko-do (Aoban Weikeduo) 奧班·維克多
Az a tény, hogy a kínai nyelv monoszillabikus, nem azt jelenti, hogy a kínai nyelvben minden jelölni kívánt fogalomra létezne egy külön szótag, sokkal inkább az a jellemző, hogy a szótagokból több szótagú, vagyis összetett szavakat képeznek. Például:
火 huo „tűz" + 车 csö (che) „szekér" = 火车 huo-csö (huoche) „vonat"
电 tien (dian) „elektromos" + 话 hua „beszéd" = 电话 tien-hua (dianhua) „telefon"
大 ta (da) „nagy" + 学 hszüe (xue) „tanulni", „iskola" = 大学 ta-hszüe (daxue) „egyetem"
A kínai nyelvben hagyományosan szótagkezdőre (onset) és szótagvégre (rím) osztják a szótagot. Az előbbi kategóriába tartoznak a szótageleji mássalhangzók, míg a magánhangzóval kezdődő szótagokat úgy tekintik, mint amelyeknek záró szótagkezdetük van. A szótagkezdők és rímek száma valamennyi kínai nyelvben meghatározott, például a mandarin kínaiban 24 szótagkezdő és 36 rím fordulhat elő. Valamennyi kínai nyelvre jellemző, hogy viszonylag gazdag magánhangzó-állománnyal rendelkeznek, nem ritka a diftongusok vagy triftongusok megléte sem. A köznyelvben összesen 410 különböző hangalakú szótag fordul elő, ami azt jelenti, hogy a mandarin nyelv összesen ebből a 410 szótagból épül fel.

### Tonalitás
A kínai nyelv tonális, vagyis minden kínai szótag zenei hangsúllyal, tónussal rendelkezik. Ezek ugyanúgy jelentés megkülönböztető funkcióval bírnak, mint a szótag bármelyik másik összetevője, szegmentuma. A kínai nyelv már igen korai formájában is tonális volt, amelyet már a kora középkor kínai nyelvészei is megállapítottak. Régen négy zenei hangsúlyt (seng-tiao (shengdiao) 聲調) különböztettek meg:
1. „egyenes” (ping-seng (pingsheng) 平聲)
2. „emelkedő” (sang-seng (shangsheng) 上聲)
3. „eső” (csü-seng (qusheng) 去聲)
4. „belépő” (zsu-seng (rusheng) 入聲)

Ezeknek a régi kínai tónusoknak a pontos hangtani rekonstrukciója ma már szinte lehetetlen, de annyi bizonyos, hogy ezek voltak az alapjai a ma létező összes kínai nyelv zenei hangsúlyának. A hivatalos kínai köznyelvben ma összesen négy különböző tónust találunk, melyek természetesen nem azonosak a kínai nyelv régebbi állapotában létezett négy tónussal. Az északi nyelvjárások között találunk olyat, amelyiknek csupán 3 zenei tónusa van, de a déli kínai nyelvek, nyelvjárások akár 6-10 tónussal is rendelkezhetnek.
A mandarin kínai nyelv négy tónusa a következő:
1. magas szinttartó
2. magas emelkedő
3. eső-emelkedő
4. eső

Hallgassa meg a kínai nyelv tónusait!

Probléma esetén lásd:Médiafájlok kezelése.
A tónusok szekvencián belül módosítólag hathatnak egymásra, például két egymást követő 3. tónusból az első 2. tónussá változik, a 3. tónus egy intonációs csoporton belül bármelyik másik tónus előtt elveszíti az emelkedő kontúrját, csak a mély ereszkedő szakasza marad meg. A közhiedelemmel ellentétben a kínaiban csakúgy, mint bármelyik másik tonális nyelvben, szerepet kap a nagyobb egységek felett átívelő frázis- és mondatintonáció is; ennek dallamvonulata az egyes szótagok tónusával együtt adja a tényleges dallamkontúrt.
Megjegyzendő, hogy a kínai nyelvben a tónusokkal együtt is igen gyakori a homofónia. Amennyiben a mandarin nyelvben meglévő 410 fajta szótag mindegyikéhez társulna a négy zenei hangsúly, akkor is csak 1640 különböző hangalakú és tónusú szótag állna rendelkezésre (a valóságban még ennél is kevesebb) a nyelv felépítésére. Mivel ez a mennyiség jóval kevesebb, mint amennyi jelölendő fogalom, tárgy, cselekvés stb. létezik egy természetes nyelvben, rendkívül sok az azonos hangalakú, de más jelentésű szótag, amelyeket természetesen más írásjegyekkel írnak. Például a négyes, vagyis eső tónussal ejtett li szó a következőket jelentheti:
立 áll; 粒 gabonaszem; 丽	 gyönyörű; 栗 gesztenye; 厉 szigorú; 励 biztat; 吏 hivatalnok; 利	haszon; 例 példa, minta, szabály; 栎 tölgy; 砾 kavics; 力 erő, képesség; 历 naptár; 沥 csepp, csepegtet; 隶 alárendelt, szolga; 痢 vérhas.

### Izolálás
A kínai nyelv tipológiailag izoláló, vagyis elszigetelő típusú nyelv, ami annyit tesz, hogy a szó(tag) fix és megváltoztathatatlan. Minden helyzetben ugyanaz marad az ejtése és az írása is. Soha nem változik meg a szótő, mint pl. a flektáló indoeurópai nyelvekben, és a szó végére sem kapcsolódik toldalék, mint pl. az agglutináló magyarban. Vagyis lényegében a kínai nyelvből teljesen hiányoznak az inflexiók: nincs semmilyen egyeztetési rendszer, nincs nyelvtani nem, és alaktanilag sem különböztethetők meg a szófajok sem. A köznyelvben az egyetlen elem, amelyet inflexiónak lehet tekinteni a men 們 / 们 többes számú jel, amely azonban csak a személyes névmásokhoz, valamint a köznevek egy rendkívül szűk osztályához járulhat, de akár el is hagyható. Az aspektus jelölő partikulák az igékhez tapadnak, de mégsem tekintik őket ragoknak. A szóképzés terén sem túl gazdag a kínai nyelv eszköztára. Csak szórványos képzői toldalékolással találkozhatunk. Prefixummal képzik a sorszámneveket, s gyakori eszköz a reduplikáció, azaz a morféma megkettőzése, mely a főneveknél általában univerzális kvantifikáció („minden...”) értékű, igéknél sokszor gyakorító vagy mozzanatosító funkciója van. A kínai nyelv különböző nyelvtani viszonyokat, a szavak mondatbeli funkcióját a ragozás helyett vagy a szórenddel, vagy pedig önálló nyelvtani segédszavak, partikulák beiktatásával fejezi ki.

### Egyéb jellegzetességek
A fenti sajátosságok mellett az összehasonlító nyelvészek a következőket szokták még kiemelni a kínai nyelvvel kapcsolatban:
- A kínai idiomatikus nyelv: kevés benne az általános érvényű nyelvtani szabály, de annál több benne a kész, rögzült fordulat, szólás.
- A szórend alapján a kínai úgy nevezett SVO (subject – verb – object) típusú nyelv, vagyis a mondatok alapszórendje: alany – állítmány – tárgy. (Bizonyos esetekben, pl. a tárgy kiemelésével ez a sorrend természetesen változhat.)
- A szórenddel kapcsolatban elmondható, hogy a kínai nyelv mondatainak alapszerkezete: téma + réma (topic + comment). A kínai nyelvet azért is sorolják az SVO típusú nyelvek sorába, mert az alany általában megegyezik a témával, így az legtöbbször a mondat elején áll.
- A kínai nyelv számláló szavakat használ, vagyis a számnév és a mutató névmás nem állhat közvetlenül az előtt a főnév előtt, amelyre utal. Közéjük kötelező érvénnyel úgynevezett számlálószót kell beilleszteni.

## Írásos nyelv

### A kínai írás eredete, fajtái
Az első írásjegyekre emlékeztető ábrák i. e. 5-3 000 között készült cserépedényeken találhatók. Azonban az első valódi írásjegyek az i. e. 2. évezred második feléből, a Sang (Shang)-dinasztia idejéből származnak. Ezek az úgy nevezett „jóslócsontok” (csia-ku-ven (jiaguwen) 甲骨文). A teknősök hasi páncéljára, vagy patások lapockacsontjaira vésett ábrák csak távolról hasonlítanak a mai kínai írásjegyekre, külön előképzettség nélkül nem igen lehet őket elolvasni, de bizonyított, hogy a mai kínai írás ezekből fejlődött ki. A jóslócsontokon talált mintegy 5000 írásjegyből máig nagyjából kétezret sikerült megfejteni.
A jóslócsontokhoz hasonló feliratok találhatók a Csou (Zhou)-kor első feléből előkerült bronzedények némelyikén is, ezeket „bronzfeliratoknak” (csin-ven (jinwen) 金文) nevezik.
Az írásjegyek a legutóbbi hivatalos írásreformig standardnak számító, és Tajvanon a mai napig standardnak tekintett formáját kaj-su (kaishu)nak 楷書 nevezzük. Ez az írásmód a korai Han-dinasztia idején alakult ki a korábbi „kancellista írásból”, a li-su (lishu)ból 隸書, melyet az első Csin (Qin) császár idején Li Sze (Li Se) 李斯 nyomán létrejött „kis pecsétírás”, hsziao csuan (xiao zhuan) 小篆 előzött meg. A Han-korban a pre-Csin (Qin) korszak elavult írásformáit ku ven (gu wen)nek 古文 „ősi írásoknak” nevezték el. Az írás egy korábbi formája a hagyomány szerint Csou (Zhou) 籀, a Csou (Zhou)-dinasztiabeli Hszüan (Xuan) 宣 király (i. e. 827-782. uralkodott) Nagy Írnokának nevéhez fűződik, és amely a „nagy pecsétírás”, ta csuan (da zhuan) 大篆 néven ismert.
A „kancellista” majd standard írás elterjedésével létrejöttek a különböző gyorsírási stílusok, amelyeket az írástudók a magánérintkezés során használtak. Az egyik ezek közül a „fogalmazó írás” (cao-su (caoshu) 草書 / 草书, szó szerint: „fű-írás”), amelyben az írásjegyeket a végletekig leegyszerűsítve, egyetlen vonallal írják le. A másik jelentős gyorsírási stílus a „kurzív írás” (hszing-su (xingshu) 行書 / 行书), amely valahol a standard és a fogalmazó írás között áll: összevonnak ugyan bizonyos vonásokat, de az írásjegy így sem torzul a felismerhetetlenségig. A kínai nyelvű könyveket, újságokat standard írással nyomtatják, de az emberek a magánleveket, fogalmazásokat stb. kézírással írják, melyet a gyakorlatlan olvasó csak nehezen tud elolvasni.
Az írásjegyek terén az utolsó változtatást az 1950-es években hajtották végre. Az 1949-ben hatalomra került kommunisták egyik fő célkitűzése az írástudatlanság felszámolása volt. Annak érdekében, hogy az írásjegyek tanulását megkönnyítsék az írásjegyek jelentős részét egyszerűsítették, az őket alkotó vonások számát csökkentették, bár az írásjegyek alapvető szerkezetén nem változtattak. Azóta a hagyományos kínai írásjegyeket, vagyis a „bonyolult írásjegyeket” fan-ti-ce (fantizi)nek 繁体字 nevezik, míg az „egyszerű írásjegyeket” csien-ti-ce (jiantizi)nek 簡體字 / 简体字 nevezik.
Érdemes még megemlíteni az úgy nevezett „közönséges írásjegyek” (szu-ti-ce (sutizi)) csoportját, melyek tulajdonképpen nem hivatalosan használt rontott írásjegyek, melyek a kevésbé művelt átlag emberek körében terjedtek el. A típus lényege, hogy egy-egy bonyolultabb írásjegyet azonos hangzású, de egyszerűbb írású írásjeggyel helyettesítik. Pl.: a „tyúktojás” jelentésű csi-tan (jidan) 鸡蛋 írásjegyek helyett, az ugyanilyen kiejtésű 几旦 írásjegyeket használják.
A Kínai Népköztársaságban és Szingapúrban az egyszerűsített írásjegyek a hivatalosak, a könyveket, újságokat is ezekkel nyomtatják. Tajvanon azonban mind a mai napig a hagyományos bonyolult írásjegyeket tekintik hivatalosnak. Az elmúlt évtizedben, az 1997-ig, a visszacsatolásig fan-ti-ce (fantizi)t használó Hongkong és Makaó kulturális hatásának eredményeképpen a Kínai Népköztársaságban is reneszánszát éli a hagyományos írásjegyek használata az olyan nem hivatalos kiadványokon, mint pl. termékismertetők, reklámok, dalszövegek stb.

### Az írásjegyek típusai
Hszü Sen (Xu Shen), a kínai írásjegyek első etimológiai szótárának, a Suo-ven csie-ce (Shuowen jiezi)nek az összeállítója a kínai írásjegyeket hat csoportba osztotta:
1. cse si (zhi shi) 指事 „dolgokra mutató” egy írásjegy, ha direkten ábrázol fogalmakat, például sang (shang) 上 „fent”, hszia (xia) 下 „lent”;
2. hsziang hszing (xiang xing) 象形 „formát utánzó” a piktogramból származó írásjegy, pl. a zsi (ri) 日 „nap”, jüe (yue) 月 „hold”;
3. hszing seng (xing sheng) 形聲 „forma és hangzás” írásjegy két egyszerűbb írásjegy összetétele, az egyik a hangzást jelöli, a másik a jelentésre utal, pl. a csiang (jiang) 江 „folyó” és a ho (he) 河 „folyó” írásjegyekben mindkét esetben a víz piktogramjából származó bal oldali rész kombinálódik a másik féllel, melynek nincs köze a jelentéshez, de egy, az új írásjegy kiejtéséhez közel álló szót képvisel;
4. huj ji (hui yi) 會意 „összetett jelentésű” pl. a „száj” + „madár” összevonásával alkotott ming 鳴 „sírni; csiripelni” írásjegy;
5. csuan csu (zhuan zhu) 轉注 „átvitt jelölésű” az azonos jelentésű, eltérő hangzású, de formailag hasonló írásjegyek, pl. lao 老 „öreg” és kao 考 „öreg”;
6. csia-csie (jiajie) 假借 „kölcsönzött” azon írásjegy, melynél egy hasonló vagy ugyanolyan hangzású írásjegyet használunk egy másik helyett, pl. an 安 „béke” az an „hol?”, „hogyan?” kérdőszó helyett.

Ebből a hat csoportból az (1), a (2), a (4) és az (5) nem fonetikusak, azaz a jelentés közvetlenül ikonikusan reprezentálódik, a kiejtésre történő utalás nélkül. Ezek alkotják az írásjegyek egyszerűbb ven (wen) 文 típusát. Ezzel szemben az összetett, ce (zi)nek 字 nevezett írásjegy típusba a (3) és az (6) csoport írásjegyei tartoznak, melyek fonetikai elveken alapulnak, és az írásjegyek zömét (kb. 97%) ezek teszik ki. A (3) és a (6) típus között nem húzódik szigorú határvonal. Egy szemantikai determináns (szignifikáns vagy radikális) hozzáadásával a csia-csie (jiajie)ból hszing seng (xing sheng) lesz, az ilyen írásjegyeket pedig másképpen hszie-seng (xiesheng)nek 諧聲 nevezzük. A szignifikánsok hozzáadása leginkább a Han-dinasztia előtt volt elterjedt. Így pl. az eredetileg „asszonyt” jelentő nü 女 írásjegyet már korán elkölcsönözték (csia-csie (jiajie)) a zsu (ru) „te”; „Ön” számára. Később a „víz” elemet tartalmazó, és eredetileg a Honan (Henan) tartománybeli Zsu (Ru)-folyót jelölő 汝 írásjegyet (hszing seng (xing sheng)) vették kölcsön a zsu (ru) „te”; „Ön” számára standard írásjegynek. A szignifikánsok kiválasztása szintén változatos lehet. Így a „beszél” szignifikánsú, később suo (shuo) „magyaráz; magyarázat; doktrína; teória; történet; (később) mondani” és su (shu) kiejtéssel „rábeszélni” jelentésű 說 írásjegyet a pre-Han szövegekben gyakorta használták jüe (yue) „megelégedett” olvasatban, noha ennek a szónak a „szív” szignifikánsú 悅 változata lett a standard írásjegye.

### Az írásjegyek száma
A kínai nyelv írásrendszerének logikájából adódóan a kínaiaknak a leírandó fogalmak jelentős részére külön-külön írásjegyet kellett alkotniuk a történelem során. A majdnem ezer éve, 1039-ben kiadott legnagyobb kínai szótár összesen 53.523 különböző írásjegyet tartalmaz. A legnagyobb 20- századi nagyszótár, a Csung-hua ta ce-tien (Zhonghua da zidian) 中華大字典 / 中华大字典 (1916) nem kevesebb, mint 48 000 írásjegy jelentését ismerteti. Azonban még egy művelt kínainak is ennek a mennyiségnek csupán a töredékére van szüksége a nyelv mindennapos használata során. Egy 1960-as években végzett felmérés szerint egy átlagos, diplomával rendelkező kínai, aki nem irodalom vagy történelem szakon végzett, 3500–4000 írásjegyet ismert. 10 ezer feletti írásjegy ismerete igen ritka. Összehasonlításképpen, Mao Ce-tung (Mao Zedong) Összegyűjtött munkáiban összesen 2981 különböző írásjegy fordul elő. Ez azonban nem jelenti azt, hogy a kínaiak csupán pár ezer szót ismernének és használnának, hiszen az önálló írásjegyek összevonásával alkotott összetett szavak száma ennél jóval több.

### Átírások
Amikor a 13-16. századi első európaiak Kínában járva élményeikről, tapasztalataikról beszámoltak, a kínai szavakat, neveket általában úgy írták át saját nyelvükre, ahogy azt hallották, vagy hallani vélték. Az első következetes átírási rendszer, vagyis a kínai szótagok latin betűkkel való jelölése Matteo Ricci (1552–1610) jezsuita misszionárius nevéhez fűződik, aki átírási rendszerét 1605-ben dolgozta ki. A 19. században a kínai-nyugati kulturális kapcsolatok megélénkülésekor számos különböző átírási rendszer jött létre, és van használatban mind a mai napig.

#### Pinyin
A latin betűs pinjin (pinyin) átírási rendszert 1958-ban alkotta meg a Kínai Népköztársaság Írásreform Bizottsága. 1979 óta ez a Kínai Népköztársaság hivatalos átírása, ezt használják az ott megjelenő idegen nyelvű kiadványokban, hivatalos iratokban, kínai nyelvkönyvekben, szótárakban stb. Az utóbbi néhány évtizedben a pinjint (pinyint) már nem csak a Kínai Népköztársaságban, hanem az egész világon – kivéve a nem latin betűkkel író országokat – elterjedőben van. Magyarországon is egyre inkább kiszorítja a lentebb ismertetett magyar átírásokat. Előnye, hogy egyszerű és viszonylag következetes, hátránya viszont, hogy a lehetőségekhez képest nem eléggé tükrözi a pontos kiejtést.

#### A köznyelv egyéb átírásai
- ALA-LC: az Egyesült Államok Könyvtár Egyesületének és a Kongresszusi Könyvtár (American Library Association-Library of Congress) szakemberi által, 1975-ben kidolgozott latin betűs átírási rendszer, melynek használata csak a könyvtári adminisztrációra korlátozódott. 2000-ben felváltották a pinjinnel (pinyinnel).[15]
- EFEO: az Ecole française d'Extrême-Orient által, a 19. században kidolgozott átírás, melyet leginkább csak Franciaországban használtak.[16]
- Latinxua Sinwenz (1926): A 30-as években főként a Szovjetunióban és Hszincsiang (Xinjiang)ban használatos átírási rendszer, a pinjin (pinyin) egyik előfutára.
- Lessing-Othmer: 1912-ben kidolgozott átírási rendszer, amely kizárólag Németországban volt használatban.
- Chinese Postal Map Romanization (Jo-cseng-si Pin-jin (Youzhengshi Pinyin) 郵政式拼音 / 邮政式拼音 (1906): a nemzetközi címzésre használt korai standard.[17]
- Wade-Giles (1912): a nyugati sinológusok között máig népszerű, az angol nyelv hangtanára alapozott latin betűs átírási rendszer.[16]
- Yale-féle átírás (1942): Az Egyesült Államokbeli Yale Egyetemen kidolgozott latin betűs átírási rendszer a mandarin kínai átírására.[18]
- Legge-féle átírás: a skót származású misszionárius James Legge (1815–1897) által kidolgozott rendszer.

#### A nem köznyelvi kínai nyelvek átírásai
- Barnett-Chao: A standard kantoni nyelvre kidolgozott latin betűs átírás.
- Hongkongi hivatalos átírás: A standard kantoni nyelvre kidolgozott, Hongkongban használatos latin betűs átírás.
- Jyutping (jüe-ping (yueping) 粤拼) a standard kantoni nyelvre kidolgozott latin betűs átírási rendszer, amelyet a Linguistic Society of Hong Kong (LSHK) dolgozott ki 1993-ban. Hivatalos elnevezése: The Linguistic Society of Hong Kong Cantonese Romanization Scheme.
- Meyer-Wempe: két Hongkongban tartózkodó katolikus misszionárius Bernhard F. Meyer és Theodore F. Wempe által, a kantoni nyelvre, az 1920-as, 1930-as években kidolgozott latin betűs átírási rendszer.
- Pe̍h-ōe-jī (POJ) a 19. században, misszionáriusok által kidolgozott latin betűs átírás főként a Tajvanon beszélt kínai nyelvre.
- Sidney Lau: Sidney Lau 劉錫祥 (?-1987) által a kantoni nyelvet tanuló külföldiek részére, az 1970-es években kidolgozott latin betűs átírási rendszer.
- Tongyong pinyin (tung-jung pin-jin (tongyong pinyin) 通用拼音) 2002. és 2008. között Tajvanon kidolgozott és használt latin betűs átírási rendszer.
- Xiao’erjing 小儿经 vagy xiao’erjin 小儿锦 a kínai mandarin nyelvjárások és a dungan nyelv írására használt arab írásváltozat.
- Yale-féle átírás (1942): az Egyesült Államokbeli Yale Egyetemen kidolgozott latin betűs átírási rendszer a kantoni nyelvre.
- Zhuyin zimu 註音字母 / 注音字母 Tajvanon használatos, nem latin betűs átírás.[16]

#### Magyar átírások
Az első magyar nyelvű munkák (útleírások, fordítások stb.), melyek Kínával kapcsolatban jelentek meg, a kínai szavakat, neveket általában valamelyik nyugati nyelv, zömében az angol, a német vagy a francia átírási rendszereket szolga hűen követve tüntették fel, vagy következetlenül magyarosították azokat. Az 1950-es évek második felében, az 1960-as évek első felében komolyabban meginduló sinológia tevékenység során a hazai szakemberek kétfajta átírási rendszert is kidolgoztak.
- Magyar tudományos átírás: Ezt az átírási rendszert szinte kizárólag a régi Kínáról írt tudományos igényű, magyar nyelvű munkákban használták. A kiejtést nem tükrözi pontosan, de a magyar népszerű átírással ellentétben a különböző kínai hangok között következetesen különbséget tesz, aminek következtében kissé nehézkes és bonyolult. Manapság szinte egyetlen sinológus sem használja, a tudományos igényű publikációkban is a pinjint (pinyint) használják.
- Magyar népszerű átírás: A nagyközönségnek szánt kínai témájú, magyar nyelvű művekben, újságcikkekben, szépirodalmi fordításokban ezt használják a leggyakrabban. Igen egyszerű és könnyen használható, s mivel magyarosan kell kiolvasni, az így átírt kínai nevek, szavak nem hatnak idegen testként a magyar szövegben. Hátránya, hogy nem pontos és nem következetes, hiszen több esetben is egymástól különböző hangokat, ugyanazzal a magyar betűvel jelöl. Máig használatban van, bár a nagyközönségnek szánt kiadványokban, fordításokban, újságcikkekben is egyre nagyobb számban kezdi felváltani a pinjin (pinyin).

## Nyelvvizsga
A HSK (Han-jü Suj-ping Kao-si) ((Hanyu Shuiping Kaoshi)) 汉语水平考试, Kínai Szintfelmérő Vizsga a Kínai Népköztársaság hivatalos kínai nyelvi vizsgája, amelyet nem kínai anyanyelvűek számára dolgoztak ki és tartanak meg Kínában és a világ számos országában. Magyarországon 2007-től a vizsgát az ELTE Konfuciusz Intézet szervezi.
A Kínai Nyelvoktatási Tanács (Hanban) döntése alapján 2010-től új típusú nyelvvizsga-rendszer került bevezetésre, amely – a korábbi rendszertől eltérően – 6 szinten értékeli a nyelvtudást a kezdő szinttől a felsőfokig.
A HSK vizsgabizonyítvány a világon szinte mindenhol igazolja a kínai nyelvtudást. Fontos tudni, hogy Magyarország is elismeri. |https://nyak.oh.gov.hu/doc/honositas/honositas_tabla1.asp?strID=BHk%EDnai%7C
- Kínai és más, kínaiakkal kapcsolatban álló cégek megkövetelheti alkalmazottaiktól, hogy rendelkezzenek a megfelelő szintű HSK vizsgával.
- A kínai felsőoktatási intézményekben folytatott szakmai tanulmányok előfeltétele bizonyos szintű HSK vizsga letétele. A megkövetelt szint az egyes intézményeken és szakokon változó.
- A sikeres HSK vizsga mentesítheti a Kínában tanulókat bizonyos nyelvi kurzusok elvégzése alól.
- A magyar-kínai államközi megállapodás keretében kínai részképzésen résztvenni szándékozók pályázatának előfeltétele, hogy részt vegyenek a magyarországi HSK vizsgán. Ez vonatkozik mind az ELTE BTK, mind a BGF Külkereskedelmi Főiskolai Kar, mind a Tan Kapuja Buddhista Főiskola hallgatóira.
- Az ELTE BTK kínai részképzésre jelentkező kínai szakos hallgatóinak rangsorolásakor a korábbi "belső" szintfelmérő vizsga helyett a HSK vizsgaeredményt veszik figyelembe.

## Hatása és jelenléte a világban
A történelem során a kínai kultúra óriási hatást gyakorolt a környező országokra, különösen Vietnámra, Koreára és Japánra. Mindhárom ország kisebb módosításokkal adaptálta a kínai államszervezetet, a kínai "elitkultúra" számos elemét beleértve a (klasszikus) kínai írást is. Annak ellenére, hogy e három nyelv nem rokona a kínainak, lévén, hogy a vietnámi nyelv a mon-khmer, a koreai és a japán pedig az altaji nyelvcsalád tagjai[forrás?], hosszú ideig a kínai írásrendszer volt az írásbeliség egyetlen eszköze ezekben az országokban. Saját írásrendszer hiányában nem csak írásjegyeket vettek át, hanem az egész kínai (írott) nyelvet, s csak később kezdték el saját nyelvüket a kínai írásjegyekkel leírni. A folyamat ahhoz hasonlítható, ahogy példának okáért a magyarok az államalapítást követő évszázadokban magyarul beszéltek ugyan, de latin írtak, s később a magyar nyelvet is latin betűkkel kezdték leírni, mígnem kialakult a latin betűs magyar írás.
A kínai írás mintájára saját írásrendszereket dolgozott ki három, mára kihalt nyelvet beszélő kultúra is: a kitajok (10. század), a dzsürcsik (12. század) és a tangutok (12. század).
2010-ben Izraelben egy konferencián javasolták, hogy választható legyen a kínai nyelv az általános és középiskolákban, mivel Kína gazdasági nagyhatalom. Ugyanebben az évben a maláj kormány kihirdette, hogy a tervek szerint kötelező lesz a mandarin kínai és a tamil nyelv az országban a maláj nyelven kívül.

### A kínai nyelv Magyarországon
Máig az ELTE BTK Kínai Tanszéke az egyetlen olyan intézmény Magyarországon, amely kifejezetten Kína kutatásával, illetve a kínai nyelv és kultúra egyetemi szintű oktatásával foglalkozik. A Pázmány Péter Tudományegyetemen (1949 óta Eötvös Loránd Tudományegyetem) 1924-ben alapították meg a Kelet-ázsiai Intézetet, ahol elsőként oktattak kínai nyelvet és kultúrát Az intézet első vezetője Prőhle Vilmos nyelvészprofesszor volt. Prőhle professzor 1942-ben vonult nyugdíjba, helyét Ligeti Lajos (1902–1987) vette át, aki ugyanakkor a Belső-ázsiai Intézet vezetőjeként is tevékenykedett.
1949 után, a Kínai Népköztársaság megalakulásával a kínai-magyar kapcsolatok gyorsan fejlődtek, a kínai és magyar könyvtárak között rendszeres könyvcsere folyt, ez könnyebbé tette a hazai sinológusok munkáját. Az 1950-es évektől a rendszeres diákcsere is megindult. Bár ennek nem az volt a feladata, hogy sinológusokat képezzen, számos hazatérő diák mégis részt vett a kínai kultúra kutatásában és oktatásában. A II. világháború után a kínai-magyar kapcsolatok fejlődésével a Kelet-ázsiai Intézetet átnevezték Kínai és Kelet-ázsiai Tanszékké.
A 60-as évektől új kutatási témák kerültek előtérbe, például a magyar-kínai irodalmi kapcsolatoknak, a klasszikus novellák társadalomtörténeti aspektusainak, valamint a klasszikus filozófiai munkák történeti aspektusainak kutatása. Azonban ennek az időszaknak az elejétől a kínai-magyar kapcsolatok hanyatlásával (amely a politikában gyökerezett) a Tanszék egyre inkább háttérbe szorult. A kulturális forradalom tíz éve alatt nem volt kapcsolat a Kínai Népköztársasággal, így csak nagyon kis számú hallgató végzett a Tanszéken.
A helyzet csak a 80-as évek elején változott, amikor ez a tudományterület ismét nagy népszerűségnek kezdett örvendeni. A Kínai Népköztársasággal való kulturális kapcsolatok újrafelvétele szintén a 80-as évek végén kezdődött.
1986-ban a kínai A-szak lett, melynek következtében megnőtt a felvett hallgatók száma. 2000-ben az ELTE BTK Nyelvtudományi Doktori Iskoláján belül elindult a sinológiai doktori programot, amelyen hároméves képzés keretében a hallgatók Ph.D. fokozatot szerezhetnek.
2004 szeptemberében kétnyelvű (magyar–kínai) általános iskola is létesült Budapesten, amelyben kétszáznál többen tanulnak.